# Bol breton

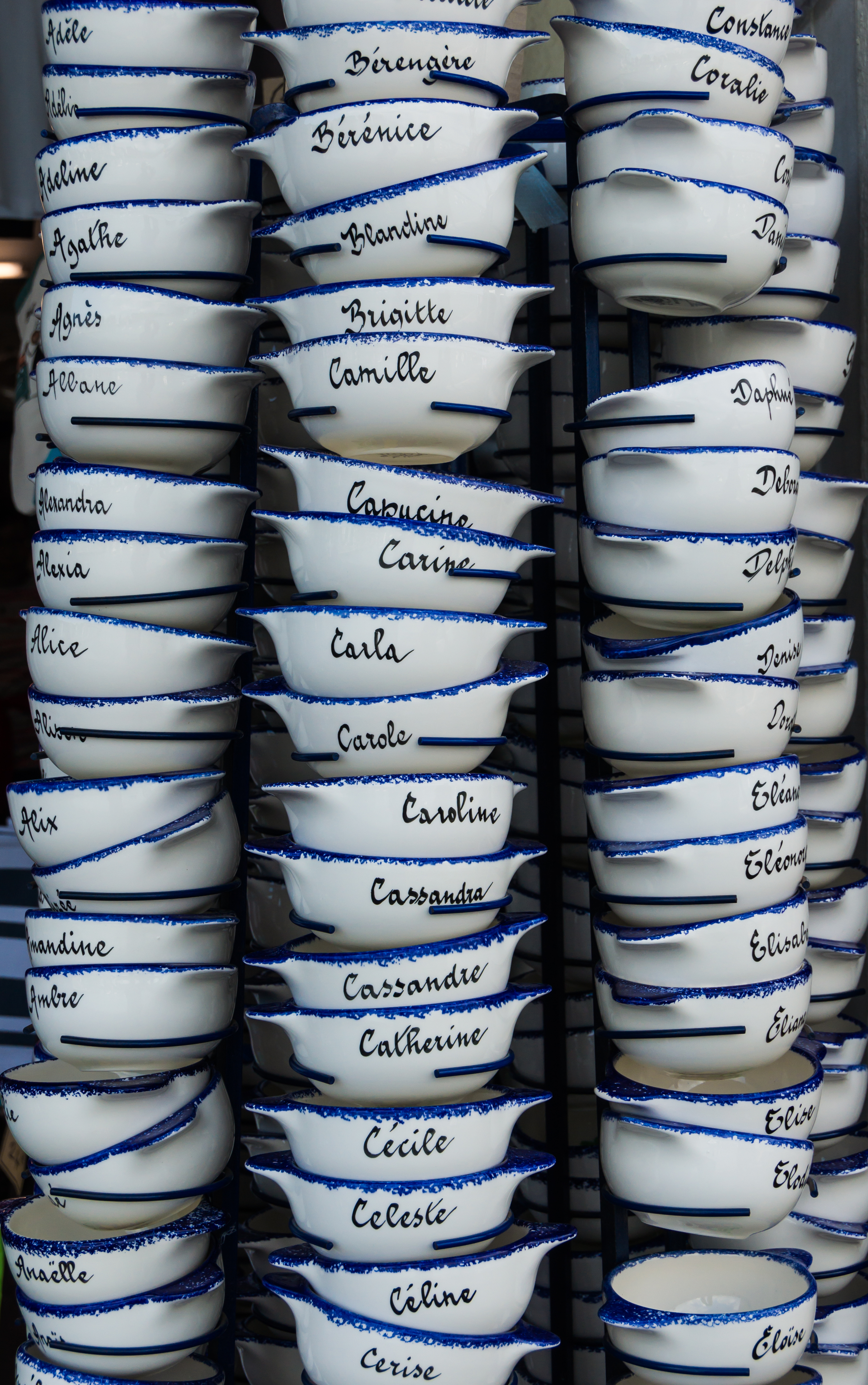
Des bols bretons sur un présentoir.

Un bol breton, ou bol à prénom, est un bol en céramique à deux anses. Le plus souvent blanc, et bordé d'un liseré bleu, il est pourvu sur sa face intérieure d'un motif folklorique breton, et sur sa face extérieure du prénom de son propriétaire.
Souvenir touristique populaire en Bretagne, il s'en écoule plusieurs centaines de milliers tous les ans.

## Histoire

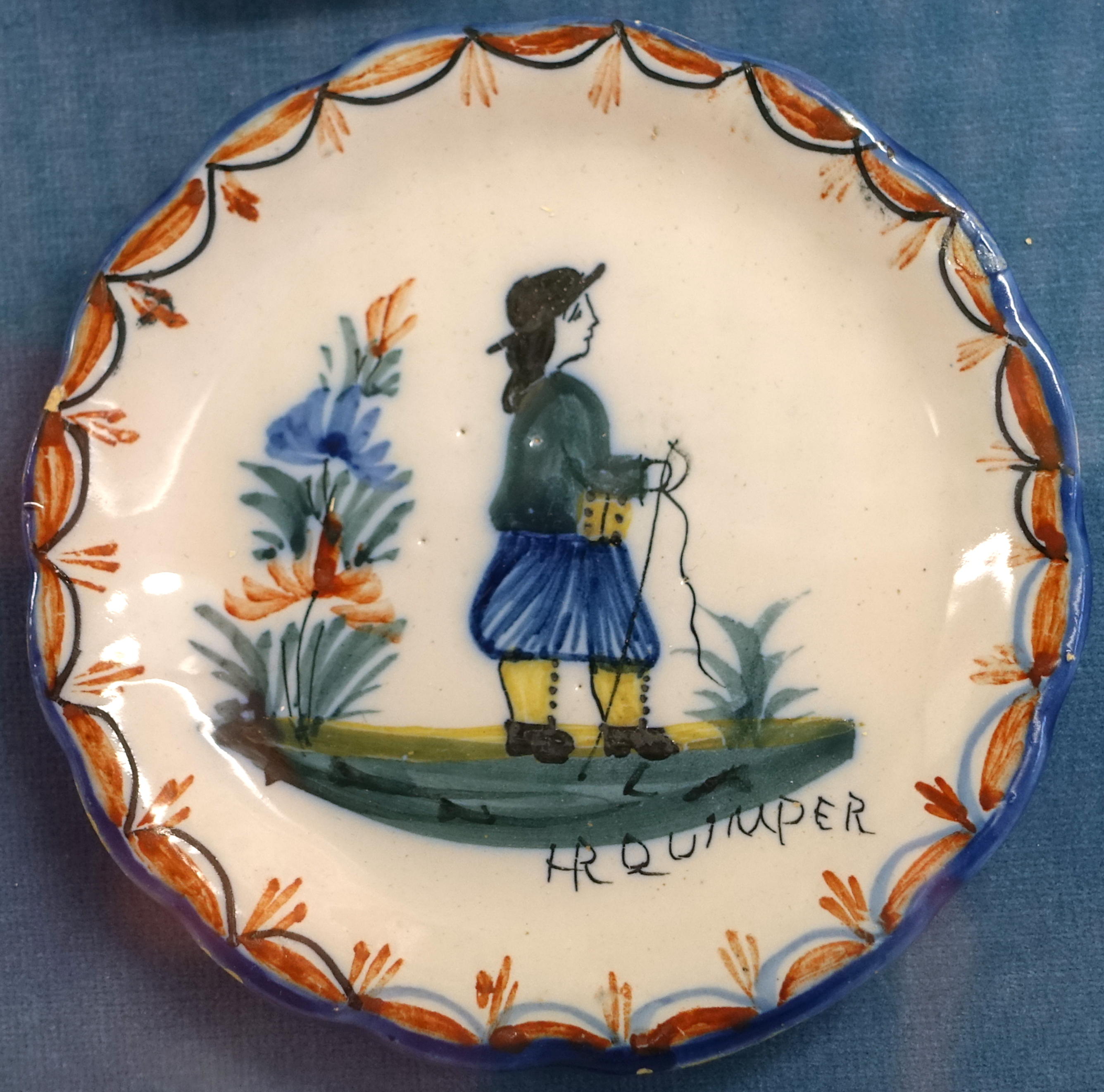
Les premiers décors « bretons » sur faïence apparaissent à Quimper dès 1878.

Au XVIIIe siècle, les faïenceries de Quimper commencent à produire des bols, comme simples ustensiles de cuisine, et sont alors dépourvus d'anses ou de motifs folkloriques. Ceux-ci ne commencent à se développer qu'avec l'essor du chemin de fer et du tourisme en Bretagne au XIXe siècle, les visiteurs voulant ramener des produits typiques du pays, ce qui popularise l'ajout de motifs folkloriques. Les faïenceries de Quimper produisent leurs premiers ustensiles à sujet « breton » en 1878. Mais cette notoriété comporte aussi un revers : le développement du chemin de fer suscite une âpre concurrence qui n'hésite pas à venir écumer le marché breton en copiant ses modèles et en contrefaisant les signatures.
Si la faïencerie quimpéroise Henriot revendique la paternité du bol, sa forme est fixée en 1950 par Raymond Cordier, chef d’atelier de la Faïencerie de Pornic qui réunit dans le produit ses principaux traits : couleurs blanche et bleue, motif folklorique, et prénom calligraphié personnalisé. 

## Économie
L'usine de Pornic produit environ 400 000 bols par an, là où Henriot de Quimper en produit 10 000 par an. Les méthodes de production et les prix diffèrent entre ces deux producteurs : là où la production de Pornic se distingue par un « biscuit » (bol à l'état brut, encore en matière rugueuse) importé, des motifs en décalcomanie et un prix de vente tournant autour de 8 euros, la production de Quimper est elle fabriquée sur place et peinte à la main, et vendue autour de 30 euros. Depuis le début des années 2010, ces producteurs doivent cependant faire face à une concurrence venue de Chine, dont les produits sont vendus autour de 3 euros.